# Aleksytymia
Aleksytymia (łac. alexithymia, z gr./łac. stgr. λεξις, θυμος, a – przedrostek negujący, lexis – słowo, thymos – emocja) – niezdolność do rozumienia lub identyfikowania emocji oraz ich nazywania i wyrażania. Doprowadza to do braku rozładowania napięć i niepokoju. Aleksytymicy nie potrafią odróżniać pobudzenia emocjonalnego od fizjologicznego, skupiają się na fizjologicznych objawach towarzyszących przeżywaniu emocji i przypisują im zewnętrzne źródła (np. dreszcz wywołany podnieceniem jako efekt przeciągu). Nie rozumieją, że odczuwane przez nich doznania fizjologiczne są przejawem doznawanych przez nich emocji. Często jest to dla nich źródłem troski o ich zdrowie, gdyż sądzą, że te wrażenia cielesne są objawami choroby somatycznej. Osoby te nie potrafią scharakteryzować swoich uczuć i wyrazić ich słowami, mają ograniczone słownictwo określające emocje. Termin wprowadził do medycyny Peter Sifneos w 1973 roku.